# Europamästerskapet i handboll för damer 2016
Europamästerskapet i handboll för damer 2016 spelades i Sverige under perioden 4–18 december 2016. Finalen spelades i Scandinavium i Göteborg. Sverige valdes som arrangör vid EHF:s kongress i Monaco den 23 juni 2012. Det var andra gången som Sverige arrangerade detta mästerskap.
Turneringen vanns av Norge som finalbesegrade Nederländerna med 30–29.

## Arenor
| Stockholm              | Göteborg                       | Malmö                            | Kristianstad                        | Helsingborg                        |
| ---------------------- | ------------------------------ | -------------------------------- | ----------------------------------- | ---------------------------------- |
| Hovet Kapacitet: 8 094 | Scandinavium Kapacitet: 12 044 | Malmö Isstadion Kapacitet: 5 339 | Kristianstad Arena Kapacitet: 4 700 | Helsingborg Arena Kapacitet: 4 700 |
|                        |                                |                                  |                                     |                                    |

## Kvalificerade lag
| Land          | Kvalificerat som       |
| ------------- | ---------------------- |
| Sverige       | Värdnation             |
| Norge         | Vinnare av kvalgrupp 1 |
| Rumänien      | Tvåa i kvalgrupp 1     |
| Serbien       | Vinnare av kvalgrupp 2 |
| Tjeckien      | Tvåa i kvalgrupp 2     |
| Nederländerna | Vinnare av kvalgrupp 3 |
| Spanien       | Tvåa i kvalgrupp 3     |
| Montenegro    | Vinnare av kvalgrupp 4 |
| Kroatien      | Tvåa i kvalgrupp 4     |
| Ungern        | Vinnare av kvalgrupp 5 |
| Polen         | Tvåa i kvalgrupp 5     |
| Ryssland      | Vinnare av kvalgrupp 6 |
| Danmark       | Tvåa i kvalgrupp 6     |
| Frankrike     | Vinnare av kvalgrupp 7 |
| Tyskland      | Tvåa i kvalgrupp 7     |
| Slovenien     | Bästa grupptrea        |

## Gruppspel
De tre bästa i varje grupp avancerade vidare till mellanrundan.
| Till mellanrundan |

### Grupp A[3]
| Lag       | S | V | O | F | GM | IM | MS  | P |
| --------- | - | - | - | - | -- | -- | --- | - |
| Serbien   | 3 | 2 | 1 | 0 | 91 | 87 | +4  | 5 |
| Sverige   | 3 | 1 | 1 | 1 | 78 | 74 | +4  | 3 |
| Spanien   | 3 | 1 | 0 | 2 | 72 | 68 | +4  | 2 |
| Slovenien | 3 | 1 | 0 | 2 | 77 | 89 | −12 | 2 |

|             | 4 december 2016 | Serbien               | 36 – 34         | Slovenien      | Hovet, Stockholm                                         |                                                          |
| 15:15 UTC+1 | 15:15 UTC+1     | Radosavljević 8 3× 2× | (17–16) Rapport | Mavsar 9 3× 2× | Publik: 6 000 Domare: Kjersti Arntsen, Guro Røen (Norge) | Publik: 6 000 Domare: Kjersti Arntsen, Guro Røen (Norge) |
| 15:15 UTC+1 | 15:15 UTC+1     |                       |                 |                | Publik: 6 000 Domare: Kjersti Arntsen, Guro Røen (Norge) | Publik: 6 000 Domare: Kjersti Arntsen, Guro Røen (Norge) |
| 15:15 UTC+1 | 15:15 UTC+1     |                       |                 |                | Publik: 6 000 Domare: Kjersti Arntsen, Guro Røen (Norge) | Publik: 6 000 Domare: Kjersti Arntsen, Guro Røen (Norge) |

|             | 4 december 2016 | Sverige             | 25 – 19         | Spanien                  | Hovet, Stockholm                                                 |                                                                  |
| 18:00 UTC+1 | 18:00 UTC+1     | Hagman, Alm 5 3× 2× | (14–10) Rapport | Martín Berenguer 7 3× 4× | Publik: 7 900 Domare: Dalibor Jurinović, Marko Mrvica (Kroatien) | Publik: 7 900 Domare: Dalibor Jurinović, Marko Mrvica (Kroatien) |
| 18:00 UTC+1 | 18:00 UTC+1     |                     |                 |                          | Publik: 7 900 Domare: Dalibor Jurinović, Marko Mrvica (Kroatien) | Publik: 7 900 Domare: Dalibor Jurinović, Marko Mrvica (Kroatien) |
| 18:00 UTC+1 | 18:00 UTC+1     |                     |                 |                          | Publik: 7 900 Domare: Dalibor Jurinović, Marko Mrvica (Kroatien) | Publik: 7 900 Domare: Dalibor Jurinović, Marko Mrvica (Kroatien) |

|             | 6 december 2016 | Spanien                  | 23 – 25        | Serbien              | Hovet, Stockholm                                                           |                                                                            |
| 18:30 UTC+1 | 18:30 UTC+1     | Martín Berenguer 6 4× 3× | (8–11) Rapport | Krpež Slezak 6 1× 3× | Publik: 2 700 Domare: Karina Christiansen, Line Hesseldal Hansen (Danmark) | Publik: 2 700 Domare: Karina Christiansen, Line Hesseldal Hansen (Danmark) |
| 18:30 UTC+1 | 18:30 UTC+1     |                          |                |                      | Publik: 2 700 Domare: Karina Christiansen, Line Hesseldal Hansen (Danmark) | Publik: 2 700 Domare: Karina Christiansen, Line Hesseldal Hansen (Danmark) |
| 18:30 UTC+1 | 18:30 UTC+1     |                          |                |                      | Publik: 2 700 Domare: Karina Christiansen, Line Hesseldal Hansen (Danmark) | Publik: 2 700 Domare: Karina Christiansen, Line Hesseldal Hansen (Danmark) |

|             | 6 december 2016 | Slovenien   | 25 – 23         | Sverige          | Hovet, Stockholm                                                       |                                                                        |
| 20:45 UTC+1 | 20:45 UTC+1     | Mavsar 6 3× | (13–13) Rapport | Gulldén 10 3× 2× | Publik: 3 700 Domare: Diana-Carmen Florescu, Anamaria Stoia (Rumänien) | Publik: 3 700 Domare: Diana-Carmen Florescu, Anamaria Stoia (Rumänien) |
| 20:45 UTC+1 | 20:45 UTC+1     |             |                 |                  | Publik: 3 700 Domare: Diana-Carmen Florescu, Anamaria Stoia (Rumänien) | Publik: 3 700 Domare: Diana-Carmen Florescu, Anamaria Stoia (Rumänien) |
| 20:45 UTC+1 | 20:45 UTC+1     |             |                 |                  | Publik: 3 700 Domare: Diana-Carmen Florescu, Anamaria Stoia (Rumänien) | Publik: 3 700 Domare: Diana-Carmen Florescu, Anamaria Stoia (Rumänien) |

|             | 8 december 2016 | Spanien      | 30 – 18        | Slovenien       | Hovet, Stockholm                                            |                                                             |
| 18:30 UTC+1 | 18:30 UTC+1     | Pena 6 4× 3× | (14–5) Rapport | Jeriček 7 5× 3× | Publik: 3 100 Domare: Péter Horváth, Balázs Márton (Ungern) | Publik: 3 100 Domare: Péter Horváth, Balázs Márton (Ungern) |
| 18:30 UTC+1 | 18:30 UTC+1     |              |                |                 | Publik: 3 100 Domare: Péter Horváth, Balázs Márton (Ungern) | Publik: 3 100 Domare: Péter Horváth, Balázs Márton (Ungern) |
| 18:30 UTC+1 | 18:30 UTC+1     |              |                |                 | Publik: 3 100 Domare: Péter Horváth, Balázs Márton (Ungern) | Publik: 3 100 Domare: Péter Horváth, Balázs Márton (Ungern) |

|             | 8 december 2016 | Sverige      | 30 – 30         | Serbien                                        | Hovet, Stockholm                                                      |                                                                       |
| 20:45 UTC+1 | 20:45 UTC+1     | Sand 8 5× 2× | (15–18) Rapport | Radosavljević, Krpež Slezak, Pop-Lazić 5 4× 2× | Publik: 5 200 Domare: Victoria Alpaidze, Tatjana Berezkina (Ryssland) | Publik: 5 200 Domare: Victoria Alpaidze, Tatjana Berezkina (Ryssland) |
| 20:45 UTC+1 | 20:45 UTC+1     |              |                 |                                                | Publik: 5 200 Domare: Victoria Alpaidze, Tatjana Berezkina (Ryssland) | Publik: 5 200 Domare: Victoria Alpaidze, Tatjana Berezkina (Ryssland) |
| 20:45 UTC+1 | 20:45 UTC+1     |              |                 |                                                | Publik: 5 200 Domare: Victoria Alpaidze, Tatjana Berezkina (Ryssland) | Publik: 5 200 Domare: Victoria Alpaidze, Tatjana Berezkina (Ryssland) |

### Grupp B[4]
| Lag           | S | V | O | F | GM | IM | MS  | P |
| ------------- | - | - | - | - | -- | -- | --- | - |
| Tyskland      | 3 | 2 | 0 | 1 | 73 | 71 | +2  | 4 |
| Frankrike     | 3 | 2 | 0 | 1 | 70 | 60 | +10 | 4 |
| Nederländerna | 3 | 2 | 0 | 1 | 75 | 68 | +7  | 4 |
| Polen         | 3 | 0 | 0 | 3 | 65 | 84 | −19 | 0 |

|             | 4 december 2016 | Nederländerna             | 27 – 30         | Tyskland      | Kristianstad Arena, Kristianstad                            |                                                             |
| 18:30 UTC+1 | 18:30 UTC+1     | Abbingh, Groot 5 2× 3× 1× | (14–13) Rapport | Huber 7 4× 3× | Publik: 2 026 Domare: Péter Horváth, Balázs Márton (Ungern) | Publik: 2 026 Domare: Péter Horváth, Balázs Márton (Ungern) |
| 18:30 UTC+1 | 18:30 UTC+1     |                           |                 |               | Publik: 2 026 Domare: Péter Horváth, Balázs Márton (Ungern) | Publik: 2 026 Domare: Péter Horváth, Balázs Márton (Ungern) |
| 18:30 UTC+1 | 18:30 UTC+1     |                           |                 |               | Publik: 2 026 Domare: Péter Horváth, Balázs Márton (Ungern) | Publik: 2 026 Domare: Péter Horváth, Balázs Márton (Ungern) |

|             | 4 december 2016 | Frankrike                              | 31 – 22        | Polen      | Kristianstad Arena, Kristianstad                                           |                                                                            |
| 20:45 UTC+1 | 20:45 UTC+1     | Kolczynski, Dembélé, Nze Minko 5 5× 3× | (15–9) Rapport | Grzyb 6 3× | Publik: 1 750 Domare: Karina Christiansen, Line Hesseldal Hansen (Danmark) | Publik: 1 750 Domare: Karina Christiansen, Line Hesseldal Hansen (Danmark) |
| 20:45 UTC+1 | 20:45 UTC+1     |                                        |                |            | Publik: 1 750 Domare: Karina Christiansen, Line Hesseldal Hansen (Danmark) | Publik: 1 750 Domare: Karina Christiansen, Line Hesseldal Hansen (Danmark) |
| 20:45 UTC+1 | 20:45 UTC+1     |                                        |                |            | Publik: 1 750 Domare: Karina Christiansen, Line Hesseldal Hansen (Danmark) | Publik: 1 750 Domare: Karina Christiansen, Line Hesseldal Hansen (Danmark) |

|             | 6 december 2016 | Polen          | 21 – 30         | Nederländerna         | Kristianstad Arena, Kristianstad                                      |                                                                       |
| 18:30 UTC+1 | 18:30 UTC+1     | Wojtas 5 4× 2× | (11–14) Rapport | Abbingh, Goos 5 4× 3× | Publik: 2 105 Domare: Victoria Alpaidze, Tatjana Berezkina (Ryssland) | Publik: 2 105 Domare: Victoria Alpaidze, Tatjana Berezkina (Ryssland) |
| 18:30 UTC+1 | 18:30 UTC+1     |                |                 |                       | Publik: 2 105 Domare: Victoria Alpaidze, Tatjana Berezkina (Ryssland) | Publik: 2 105 Domare: Victoria Alpaidze, Tatjana Berezkina (Ryssland) |
| 18:30 UTC+1 | 18:30 UTC+1     |                |                 |                       | Publik: 2 105 Domare: Victoria Alpaidze, Tatjana Berezkina (Ryssland) | Publik: 2 105 Domare: Victoria Alpaidze, Tatjana Berezkina (Ryssland) |

|             | 6 december 2016 | Tyskland      | 20 – 22         | Frankrike      | Kristianstad Arena, Kristianstad                                 |                                                                  |
| 20:45 UTC+1 | 20:45 UTC+1     | Huber 6 2× 4× | (11–11) Rapport | Nze Minko 5 2× | Publik: 1 805 Domare: Dalibor Jurinović, Marko Mrvica (Kroatien) | Publik: 1 805 Domare: Dalibor Jurinović, Marko Mrvica (Kroatien) |
| 20:45 UTC+1 | 20:45 UTC+1     |               |                 |                | Publik: 1 805 Domare: Dalibor Jurinović, Marko Mrvica (Kroatien) | Publik: 1 805 Domare: Dalibor Jurinović, Marko Mrvica (Kroatien) |
| 20:45 UTC+1 | 20:45 UTC+1     |               |                 |                | Publik: 1 805 Domare: Dalibor Jurinović, Marko Mrvica (Kroatien) | Publik: 1 805 Domare: Dalibor Jurinović, Marko Mrvica (Kroatien) |

|             | 8 december 2016 | Tyskland      | 23 – 22         | Polen          | Kristianstad Arena, Kristianstad                                       |                                                                        |
| 18:30 UTC+1 | 18:30 UTC+1     | Huber 7 3× 2× | (12–10) Rapport | Achruk 7 1× 3× | Publik: 1 875 Domare: Diana-Carmen Florescu, Anamaria Stoia (Rumänien) | Publik: 1 875 Domare: Diana-Carmen Florescu, Anamaria Stoia (Rumänien) |
| 18:30 UTC+1 | 18:30 UTC+1     |               |                 |                | Publik: 1 875 Domare: Diana-Carmen Florescu, Anamaria Stoia (Rumänien) | Publik: 1 875 Domare: Diana-Carmen Florescu, Anamaria Stoia (Rumänien) |
| 18:30 UTC+1 | 18:30 UTC+1     |               |                 |                | Publik: 1 875 Domare: Diana-Carmen Florescu, Anamaria Stoia (Rumänien) | Publik: 1 875 Domare: Diana-Carmen Florescu, Anamaria Stoia (Rumänien) |

|             | 8 december 2016 | Nederländerna  | 18 – 17        | Frankrike      | Kristianstad Arena, Kristianstad                         |                                                          |
| 20:45 UTC+1 | 20:45 UTC+1     | Visser 5 2× 1× | (7–12) Rapport | Nze Minko 5 3× | Publik: 1 730 Domare: Kjersti Arntsen, Guro Røen (Norge) | Publik: 1 730 Domare: Kjersti Arntsen, Guro Røen (Norge) |
| 20:45 UTC+1 | 20:45 UTC+1     |                |                |                | Publik: 1 730 Domare: Kjersti Arntsen, Guro Røen (Norge) | Publik: 1 730 Domare: Kjersti Arntsen, Guro Røen (Norge) |
| 20:45 UTC+1 | 20:45 UTC+1     |                |                |                | Publik: 1 730 Domare: Kjersti Arntsen, Guro Røen (Norge) | Publik: 1 730 Domare: Kjersti Arntsen, Guro Røen (Norge) |

### Grupp C[5]
| Lag        | S | V | O | F | GM | IM | MS | P |
| ---------- | - | - | - | - | -- | -- | -- | - |
| Danmark    | 3 | 3 | 0 | 0 | 78 | 69 | +9 | 6 |
| Tjeckien   | 3 | 1 | 0 | 2 | 83 | 83 | 0  | 2 |
| Ungern     | 3 | 1 | 0 | 2 | 62 | 64 | −2 | 2 |
| Montenegro | 3 | 1 | 0 | 2 | 63 | 70 | −7 | 2 |

|             | 5 december 2016 | Ungern         | 22 – 27         | Tjeckien           | Malmö isstadion, Malmö                                             |                                                                    |
| 18:30 UTC+1 | 18:30 UTC+1     | Kovács 7 5× 2× | (10–13) Rapport | Hrbková, Malá 5 3× | Publik: 753 Domare: Viktorija Kijauskaitė, Aušra Žalienė (Litauen) | Publik: 753 Domare: Viktorija Kijauskaitė, Aušra Žalienė (Litauen) |
| 18:30 UTC+1 | 18:30 UTC+1     |                |                 |                    | Publik: 753 Domare: Viktorija Kijauskaitė, Aušra Žalienė (Litauen) | Publik: 753 Domare: Viktorija Kijauskaitė, Aušra Žalienė (Litauen) |
| 18:30 UTC+1 | 18:30 UTC+1     |                |                 |                    | Publik: 753 Domare: Viktorija Kijauskaitė, Aušra Žalienė (Litauen) | Publik: 753 Domare: Viktorija Kijauskaitė, Aušra Žalienė (Litauen) |

|             | 5 december 2016 | Montenegro       | 21 – 22         | Danmark           | Malmö isstadion, Malmö                                            |                                                                   |
| 20:45 UTC+1 | 20:45 UTC+1     | Knežević 7 3× 2× | (11–14) Rapport | Jørgensen 9 2× 3× | Publik: 1 674 Domare: Peter Brunovský, Vladimír Čanda (Slovakien) | Publik: 1 674 Domare: Peter Brunovský, Vladimír Čanda (Slovakien) |
| 20:45 UTC+1 | 20:45 UTC+1     |                  |                 |                   | Publik: 1 674 Domare: Peter Brunovský, Vladimír Čanda (Slovakien) | Publik: 1 674 Domare: Peter Brunovský, Vladimír Čanda (Slovakien) |
| 20:45 UTC+1 | 20:45 UTC+1     |                  |                 |                   | Publik: 1 674 Domare: Peter Brunovský, Vladimír Čanda (Slovakien) | Publik: 1 674 Domare: Peter Brunovský, Vladimír Čanda (Slovakien) |

|             | 7 december 2016 | Tjeckien     | 27 – 28         | Montenegro                   | Malmö isstadion, Malmö                                          |                                                                 |
| 18:30 UTC+1 | 18:30 UTC+1     | Hrbková 6 3× | (12–13) Rapport | Jauković, Mehmedović 7 7× 3× | Publik: 654 Domare: Mirza Kurtagic, Mattias Wetterwik (Sverige) | Publik: 654 Domare: Mirza Kurtagic, Mattias Wetterwik (Sverige) |
| 18:30 UTC+1 | 18:30 UTC+1     |              |                 |                              | Publik: 654 Domare: Mirza Kurtagic, Mattias Wetterwik (Sverige) | Publik: 654 Domare: Mirza Kurtagic, Mattias Wetterwik (Sverige) |
| 18:30 UTC+1 | 18:30 UTC+1     |              |                 |                              | Publik: 654 Domare: Mirza Kurtagic, Mattias Wetterwik (Sverige) | Publik: 654 Domare: Mirza Kurtagic, Mattias Wetterwik (Sverige) |

|             | 7 december 2016 | Danmark           | 23 – 19         | Ungern          | Malmö isstadion, Malmö                                            |                                                                   |
| 20:45 UTC+1 | 20:45 UTC+1     | Jørgensen 5 5× 3× | (12–10) Rapport | Görbicz 6 3× 4× | Publik: 1 946 Domare: Joanna Brehmer, Agnieszka Skowronek (Polen) | Publik: 1 946 Domare: Joanna Brehmer, Agnieszka Skowronek (Polen) |
| 20:45 UTC+1 | 20:45 UTC+1     |                   |                 |                 | Publik: 1 946 Domare: Joanna Brehmer, Agnieszka Skowronek (Polen) | Publik: 1 946 Domare: Joanna Brehmer, Agnieszka Skowronek (Polen) |
| 20:45 UTC+1 | 20:45 UTC+1     |                   |                 |                 | Publik: 1 946 Domare: Joanna Brehmer, Agnieszka Skowronek (Polen) | Publik: 1 946 Domare: Joanna Brehmer, Agnieszka Skowronek (Polen) |

|             | 9 december 2016 | Montenegro                                       | 14 – 21        | Ungern          | Malmö isstadion, Malmö                                                 |                                                                        |
| 18:30 UTC+1 | 18:30 UTC+1     | Ramusović, Mehmedović, Despotović, Grbić 2 2× 3× | (6–11) Rapport | Görbicz 5 2× 3× | Publik: 1 279 Domare: Andreu Marín, Ignacio García Seradilla (Spanien) | Publik: 1 279 Domare: Andreu Marín, Ignacio García Seradilla (Spanien) |
| 18:30 UTC+1 | 18:30 UTC+1     |                                                  |                |                 | Publik: 1 279 Domare: Andreu Marín, Ignacio García Seradilla (Spanien) | Publik: 1 279 Domare: Andreu Marín, Ignacio García Seradilla (Spanien) |
| 18:30 UTC+1 | 18:30 UTC+1     |                                                  |                |                 | Publik: 1 279 Domare: Andreu Marín, Ignacio García Seradilla (Spanien) | Publik: 1 279 Domare: Andreu Marín, Ignacio García Seradilla (Spanien) |

|             | 9 december 2016 | Danmark           | 33 – 29         | Tjeckien        | Malmö isstadion, Malmö                                          |                                                                 |
| 20:45 UTC+1 | 20:45 UTC+1     | Jørgensen 9 7× 3× | (13–17) Rapport | Růčková 7 5× 4× | Publik: 3 124 Domare: Vanja Antić, Jelena Jakovljević (Serbien) | Publik: 3 124 Domare: Vanja Antić, Jelena Jakovljević (Serbien) |
| 20:45 UTC+1 | 20:45 UTC+1     |                   |                 |                 | Publik: 3 124 Domare: Vanja Antić, Jelena Jakovljević (Serbien) | Publik: 3 124 Domare: Vanja Antić, Jelena Jakovljević (Serbien) |
| 20:45 UTC+1 | 20:45 UTC+1     |                   |                 |                 | Publik: 3 124 Domare: Vanja Antić, Jelena Jakovljević (Serbien) | Publik: 3 124 Domare: Vanja Antić, Jelena Jakovljević (Serbien) |

### Grupp D[6]
| Lag      | S | V | O | F | GM | IM | MS  | P |
| -------- | - | - | - | - | -- | -- | --- | - |
| Norge    | 3 | 3 | 0 | 0 | 80 | 58 | +22 | 6 |
| Rumänien | 3 | 2 | 0 | 1 | 74 | 66 | +8  | 4 |
| Ryssland | 3 | 1 | 0 | 2 | 70 | 71 | −1  | 2 |
| Kroatien | 3 | 0 | 0 | 3 | 68 | 97 | −29 | 0 |

|             | 5 december 2016 | Ryssland                           | 32 – 26         | Kroatien        | Helsingborg Arena, Helsingborg                                         |                                                                        |
| 18:30 UTC+1 | 18:30 UTC+1     | Bobrovnikova, Zjilinskajte 6 6× 2× | (16–13) Rapport | Penezić 8 9× 4× | Publik: 2 571 Domare: Andreu Marín, Ignacio García Seradilla (Spanien) | Publik: 2 571 Domare: Andreu Marín, Ignacio García Seradilla (Spanien) |
| 18:30 UTC+1 | 18:30 UTC+1     |                                    |                 |                 | Publik: 2 571 Domare: Andreu Marín, Ignacio García Seradilla (Spanien) | Publik: 2 571 Domare: Andreu Marín, Ignacio García Seradilla (Spanien) |
| 18:30 UTC+1 | 18:30 UTC+1     |                                    |                 |                 | Publik: 2 571 Domare: Andreu Marín, Ignacio García Seradilla (Spanien) | Publik: 2 571 Domare: Andreu Marín, Ignacio García Seradilla (Spanien) |

|             | 5 december 2016 | Norge        | 23 – 21         | Rumänien      | Helsingborg Arena, Helsingborg                                    |                                                                   |
| 20:45 UTC+1 | 20:45 UTC+1     | Mørk 7 6× 3× | (13–11) Rapport | Neagu 6 4× 3× | Publik: 1 278 Domare: Joanna Brehmer, Agnieszka Skowronek (Polen) | Publik: 1 278 Domare: Joanna Brehmer, Agnieszka Skowronek (Polen) |
| 20:45 UTC+1 | 20:45 UTC+1     |              |                 |               | Publik: 1 278 Domare: Joanna Brehmer, Agnieszka Skowronek (Polen) | Publik: 1 278 Domare: Joanna Brehmer, Agnieszka Skowronek (Polen) |
| 20:45 UTC+1 | 20:45 UTC+1     |              |                 |               | Publik: 1 278 Domare: Joanna Brehmer, Agnieszka Skowronek (Polen) | Publik: 1 278 Domare: Joanna Brehmer, Agnieszka Skowronek (Polen) |

|             | 7 december 2016 | Rumänien                | 22 – 17        | Ryssland      | Helsingborg Arena, Helsingborg                                  |                                                                 |
| 18:30 UTC+1 | 18:30 UTC+1     | Neagu, Buceschi 7 4× 3× | (11–9) Rapport | Postnova 4 2× | Publik: 1 279 Domare: Vanja Antić, Jelena Jakovljević (Serbien) | Publik: 1 279 Domare: Vanja Antić, Jelena Jakovljević (Serbien) |
| 18:30 UTC+1 | 18:30 UTC+1     |                         |                |               | Publik: 1 279 Domare: Vanja Antić, Jelena Jakovljević (Serbien) | Publik: 1 279 Domare: Vanja Antić, Jelena Jakovljević (Serbien) |
| 18:30 UTC+1 | 18:30 UTC+1     |                         |                |               | Publik: 1 279 Domare: Vanja Antić, Jelena Jakovljević (Serbien) | Publik: 1 279 Domare: Vanja Antić, Jelena Jakovljević (Serbien) |

|             | 7 december 2016 | Kroatien           | 16 – 34        | Norge            | Helsingborg Arena, Helsingborg                                       |                                                                      |
| 20:45 UTC+1 | 20:45 UTC+1     | Penezić 4 6× 2× 1× | (9–15) Rapport | Frafjord 6 5× 3× | Publik: 1 375 Domare: Viktorija Kijauskaitė, Aušra Žalienė (Litauen) | Publik: 1 375 Domare: Viktorija Kijauskaitė, Aušra Žalienė (Litauen) |
| 20:45 UTC+1 | 20:45 UTC+1     |                    |                |                  | Publik: 1 375 Domare: Viktorija Kijauskaitė, Aušra Žalienė (Litauen) | Publik: 1 375 Domare: Viktorija Kijauskaitė, Aušra Žalienė (Litauen) |
| 20:45 UTC+1 | 20:45 UTC+1     |                    |                |                  | Publik: 1 375 Domare: Viktorija Kijauskaitė, Aušra Žalienė (Litauen) | Publik: 1 375 Domare: Viktorija Kijauskaitė, Aušra Žalienė (Litauen) |

|             | 9 december 2016 | Rumänien       | 31 – 26         | Kroatien        | Helsingborg Arena, Helsingborg                                    |                                                                   |
| 18:30 UTC+1 | 18:30 UTC+1     | Neagu 10 7× 4× | (15–13) Rapport | Penezić 8 5× 2× | Publik: 2 435 Domare: Mirza Kurtagic, Mattias Wetterwik (Sverige) | Publik: 2 435 Domare: Mirza Kurtagic, Mattias Wetterwik (Sverige) |
| 18:30 UTC+1 | 18:30 UTC+1     |                |                 |                 | Publik: 2 435 Domare: Mirza Kurtagic, Mattias Wetterwik (Sverige) | Publik: 2 435 Domare: Mirza Kurtagic, Mattias Wetterwik (Sverige) |
| 18:30 UTC+1 | 18:30 UTC+1     |                |                 |                 | Publik: 2 435 Domare: Mirza Kurtagic, Mattias Wetterwik (Sverige) | Publik: 2 435 Domare: Mirza Kurtagic, Mattias Wetterwik (Sverige) |

|             | 9 december 2016 | Norge                  | 23 – 21         | Ryssland                            | Helsingborg Arena, Helsingborg                                    |                                                                   |
| 20:45 UTC+1 | 20:45 UTC+1     | Kristiansen, Mørk 5 3× | (11–11) Rapport | Dmitrijeva, Sen, Vjachireva 3 3× 2× | Publik: 2 493 Domare: Peter Brunovský, Vladimír Čanda (Slovakien) | Publik: 2 493 Domare: Peter Brunovský, Vladimír Čanda (Slovakien) |
| 20:45 UTC+1 | 20:45 UTC+1     |                        |                 |                                     | Publik: 2 493 Domare: Peter Brunovský, Vladimír Čanda (Slovakien) | Publik: 2 493 Domare: Peter Brunovský, Vladimír Čanda (Slovakien) |
| 20:45 UTC+1 | 20:45 UTC+1     |                        |                 |                                     | Publik: 2 493 Domare: Peter Brunovský, Vladimír Čanda (Slovakien) | Publik: 2 493 Domare: Peter Brunovský, Vladimír Čanda (Slovakien) |

## Mellanrundan
De två bästa i varje grupp avancerade vidare till semifinaler. Treorna spelade match om 5:e plats. 
| Till semifinal          |
| Till match om 5:e plats |

### Grupp I[7]
| Lag           | S | V | O | F | GM  | IM  | MS  | P |
| ------------- | - | - | - | - | --- | --- | --- | - |
| Nederländerna | 5 | 4 | 0 | 1 | 142 | 128 | +14 | 8 |
| Frankrike     | 5 | 4 | 0 | 1 | 111 | 100 | +11 | 8 |
| Tyskland      | 5 | 3 | 1 | 1 | 124 | 110 | +14 | 7 |
| Sverige       | 5 | 1 | 1 | 3 | 126 | 131 | −5  | 3 |
| Serbien       | 5 | 1 | 1 | 3 | 122 | 142 | −20 | 3 |
| Spanien       | 5 | 0 | 1 | 4 | 108 | 122 | −14 | 1 |

|             | 10 december 2016 | Serbien           | 19 – 26         | Tyskland                | Scandinavium, Göteborg                                      |                                                             |
| 16:15 UTC+1 | 16:15 UTC+1      | Georgijev 7 6× 3× | (10–14) Rapport | Huber, Hubinger 4 9× 2× | Publik: 4 212 Domare: Péter Horváth, Balázs Márton (Ungern) | Publik: 4 212 Domare: Péter Horváth, Balázs Márton (Ungern) |
| 16:15 UTC+1 | 16:15 UTC+1      |                   |                 |                         | Publik: 4 212 Domare: Péter Horváth, Balázs Márton (Ungern) | Publik: 4 212 Domare: Péter Horváth, Balázs Márton (Ungern) |
| 16:15 UTC+1 | 16:15 UTC+1      |                   |                 |                         | Publik: 4 212 Domare: Péter Horváth, Balázs Márton (Ungern) | Publik: 4 212 Domare: Péter Horváth, Balázs Márton (Ungern) |

|             | 10 december 2016 | Sverige         | 30 – 33         | Nederländerna   | Scandinavium, Göteborg                                           |                                                                  |
| 18:30 UTC+1 | 18:30 UTC+1      | Gulldén 8 4× 2× | (13–14) Rapport | Goos 7 6× 3× 1× | Publik: 6 102 Domare: Dalibor Jurinović, Marko Mrvica (Kroatien) | Publik: 6 102 Domare: Dalibor Jurinović, Marko Mrvica (Kroatien) |
| 18:30 UTC+1 | 18:30 UTC+1      |                 |                 |                 | Publik: 6 102 Domare: Dalibor Jurinović, Marko Mrvica (Kroatien) | Publik: 6 102 Domare: Dalibor Jurinović, Marko Mrvica (Kroatien) |
| 18:30 UTC+1 | 18:30 UTC+1      |                 |                 |                 | Publik: 6 102 Domare: Dalibor Jurinović, Marko Mrvica (Kroatien) | Publik: 6 102 Domare: Dalibor Jurinović, Marko Mrvica (Kroatien) |

|             | 10 december 2016 | Spanien      | 22 – 23         | Frankrike   | Scandinavium, Göteborg                                                     |                                                                            |
| 20:45 UTC+1 | 20:45 UTC+1      | Pena 5 6× 4× | (14–10) Rapport | Pineau 9 2× | Publik: 3 702 Domare: Karina Christiansen, Line Hesseldal Hansen (Danmark) | Publik: 3 702 Domare: Karina Christiansen, Line Hesseldal Hansen (Danmark) |
| 20:45 UTC+1 | 20:45 UTC+1      |              |                 |             | Publik: 3 702 Domare: Karina Christiansen, Line Hesseldal Hansen (Danmark) | Publik: 3 702 Domare: Karina Christiansen, Line Hesseldal Hansen (Danmark) |
| 20:45 UTC+1 | 20:45 UTC+1      |              |                 |             | Publik: 3 702 Domare: Karina Christiansen, Line Hesseldal Hansen (Danmark) | Publik: 3 702 Domare: Karina Christiansen, Line Hesseldal Hansen (Danmark) |

|             | 12 december 2016 | Spanien      | 20 – 20        | Tyskland         | Scandinavium, Göteborg                                   |                                                          |
| 16:15 UTC+1 | 16:15 UTC+1      | Pena 7 2× 3× | (12–9) Rapport | Hubinger 5 3× 4× | Publik: 1 697 Domare: Kjersti Arntsen, Guro Røen (Norge) | Publik: 1 697 Domare: Kjersti Arntsen, Guro Røen (Norge) |
| 16:15 UTC+1 | 16:15 UTC+1      |              |                |                  | Publik: 1 697 Domare: Kjersti Arntsen, Guro Røen (Norge) | Publik: 1 697 Domare: Kjersti Arntsen, Guro Røen (Norge) |
| 16:15 UTC+1 | 16:15 UTC+1      |              |                |                  | Publik: 1 697 Domare: Kjersti Arntsen, Guro Røen (Norge) | Publik: 1 697 Domare: Kjersti Arntsen, Guro Røen (Norge) |

|             | 12 december 2016 | Serbien             | 27 – 35         | Nederländerna          | Scandinavium, Göteborg                                                 |                                                                        |
| 18:30 UTC+1 | 18:30 UTC+1      | Stoiljković 8 2× 3× | (12–17) Rapport | Abbingh, Broch 6 4× 2× | Publik: 3 663 Domare: Diana-Carmen Florescu, Anamaria Stoia (Rumänien) | Publik: 3 663 Domare: Diana-Carmen Florescu, Anamaria Stoia (Rumänien) |
| 18:30 UTC+1 | 18:30 UTC+1      |                     |                 |                        | Publik: 3 663 Domare: Diana-Carmen Florescu, Anamaria Stoia (Rumänien) | Publik: 3 663 Domare: Diana-Carmen Florescu, Anamaria Stoia (Rumänien) |
| 18:30 UTC+1 | 18:30 UTC+1      |                     |                 |                        | Publik: 3 663 Domare: Diana-Carmen Florescu, Anamaria Stoia (Rumänien) | Publik: 3 663 Domare: Diana-Carmen Florescu, Anamaria Stoia (Rumänien) |

|             | 12 december 2016 | Sverige         | 19 – 21         | Frankrike            | Scandinavium, Göteborg                                                |                                                                       |
| 20:45 UTC+1 | 20:45 UTC+1      | Roberts 5 2× 3× | (10–12) Rapport | Nze Minko 6 4× 2× 1× | Publik: 5 279 Domare: Victoria Alpaidze, Tatjana Berezkina (Ryssland) | Publik: 5 279 Domare: Victoria Alpaidze, Tatjana Berezkina (Ryssland) |
| 20:45 UTC+1 | 20:45 UTC+1      |                 |                 |                      | Publik: 5 279 Domare: Victoria Alpaidze, Tatjana Berezkina (Ryssland) | Publik: 5 279 Domare: Victoria Alpaidze, Tatjana Berezkina (Ryssland) |
| 20:45 UTC+1 | 20:45 UTC+1      |                 |                 |                      | Publik: 5 279 Domare: Victoria Alpaidze, Tatjana Berezkina (Ryssland) | Publik: 5 279 Domare: Victoria Alpaidze, Tatjana Berezkina (Ryssland) |

|             | 14 december 2016 | Spanien                  | 24 – 29         | Nederländerna   | Scandinavium, Göteborg                                      |                                                             |
| 16:15 UTC+1 | 16:15 UTC+1      | Martín Berenguer 6 4× 3× | (13–15) Rapport | Polman 10 4× 2× | Publik: 1 896 Domare: Péter Horváth, Balázs Márton (Ungern) | Publik: 1 896 Domare: Péter Horváth, Balázs Márton (Ungern) |
| 16:15 UTC+1 | 16:15 UTC+1      |                          |                 |                 | Publik: 1 896 Domare: Péter Horváth, Balázs Márton (Ungern) | Publik: 1 896 Domare: Péter Horváth, Balázs Márton (Ungern) |
| 16:15 UTC+1 | 16:15 UTC+1      |                          |                 |                 | Publik: 1 896 Domare: Péter Horváth, Balázs Márton (Ungern) | Publik: 1 896 Domare: Péter Horváth, Balázs Márton (Ungern) |

|             | 14 december 2016 | Sverige             | 22 – 28        | Tyskland  | Scandinavium, Göteborg                                            |                                                                   |
| 18:30 UTC+1 | 18:30 UTC+1      | Hagman, Alm 4 3× 1× | (9–12) Rapport | Bölk 5 2× | Publik: 5 031 Domare: Peter Brunovský, Vladimír Čanda (Slovakien) | Publik: 5 031 Domare: Peter Brunovský, Vladimír Čanda (Slovakien) |
| 18:30 UTC+1 | 18:30 UTC+1      |                     |                |           | Publik: 5 031 Domare: Peter Brunovský, Vladimír Čanda (Slovakien) | Publik: 5 031 Domare: Peter Brunovský, Vladimír Čanda (Slovakien) |
| 18:30 UTC+1 | 18:30 UTC+1      |                     |                |           | Publik: 5 031 Domare: Peter Brunovský, Vladimír Čanda (Slovakien) | Publik: 5 031 Domare: Peter Brunovský, Vladimír Čanda (Slovakien) |

|             | 14 december 2016 | Serbien          | 21 – 28         | Frankrike                 | Scandinavium, Göteborg                                                     |                                                                            |
| 20:45 UTC+1 | 20:45 UTC+1      | Stoiljković 6 3× | (12–15) Rapport | Ayglon, Nze Minko 6 3× 2× | Publik: 2 243 Domare: Karina Christiansen, Line Hesseldal Hansen (Danmark) | Publik: 2 243 Domare: Karina Christiansen, Line Hesseldal Hansen (Danmark) |
| 20:45 UTC+1 | 20:45 UTC+1      |                  |                 |                           | Publik: 2 243 Domare: Karina Christiansen, Line Hesseldal Hansen (Danmark) | Publik: 2 243 Domare: Karina Christiansen, Line Hesseldal Hansen (Danmark) |
| 20:45 UTC+1 | 20:45 UTC+1      |                  |                 |                           | Publik: 2 243 Domare: Karina Christiansen, Line Hesseldal Hansen (Danmark) | Publik: 2 243 Domare: Karina Christiansen, Line Hesseldal Hansen (Danmark) |

### Grupp II[8]
| Lag      | S | V | O | F | GM  | IM  | MS  | P  |
| -------- | - | - | - | - | --- | --- | --- | -- |
| Norge    | 5 | 5 | 0 | 0 | 127 | 109 | +18 | 10 |
| Danmark  | 5 | 3 | 1 | 1 | 123 | 113 | +10 | 7  |
| Rumänien | 5 | 3 | 0 | 2 | 119 | 110 | +9  | 6  |
| Ryssland | 5 | 1 | 2 | 2 | 116 | 121 | −5  | 4  |
| Tjeckien | 5 | 1 | 0 | 4 | 132 | 146 | −14 | 2  |
| Ungern   | 5 | 0 | 1 | 4 | 111 | 129 | −18 | 1  |

|             | 11 december 2016 | Tjeckien     | 24 – 26         | Ryssland    | Helsingborg Arena, Helsingborg                                    |                                                                   |
| 16:15 UTC+1 | 16:15 UTC+1      | Růčková 5 2× | (12–14) Rapport | Sen 4 1× 3× | Publik: 1 021 Domare: Joanna Brehmer, Agnieszka Skowronek (Polen) | Publik: 1 021 Domare: Joanna Brehmer, Agnieszka Skowronek (Polen) |
| 16:15 UTC+1 | 16:15 UTC+1      |              |                 |             | Publik: 1 021 Domare: Joanna Brehmer, Agnieszka Skowronek (Polen) | Publik: 1 021 Domare: Joanna Brehmer, Agnieszka Skowronek (Polen) |
| 16:15 UTC+1 | 16:15 UTC+1      |              |                 |             | Publik: 1 021 Domare: Joanna Brehmer, Agnieszka Skowronek (Polen) | Publik: 1 021 Domare: Joanna Brehmer, Agnieszka Skowronek (Polen) |

|             | 11 december 2016 | Ungern                                   | 21 – 29        | Rumänien    | Helsingborg Arena, Helsingborg                                    |                                                                   |
| 18:30 UTC+1 | 18:30 UTC+1      | Triscsuk, Görbicz, Klivinyi, Kovács 3 3× | (9–15) Rapport | Neagu 10 3× | Publik: 2 236 Domare: Peter Brunovský, Vladimír Čanda (Slovakien) | Publik: 2 236 Domare: Peter Brunovský, Vladimír Čanda (Slovakien) |
| 18:30 UTC+1 | 18:30 UTC+1      |                                          |                |             | Publik: 2 236 Domare: Peter Brunovský, Vladimír Čanda (Slovakien) | Publik: 2 236 Domare: Peter Brunovský, Vladimír Čanda (Slovakien) |
| 18:30 UTC+1 | 18:30 UTC+1      |                                          |                |             | Publik: 2 236 Domare: Peter Brunovský, Vladimír Čanda (Slovakien) | Publik: 2 236 Domare: Peter Brunovský, Vladimír Čanda (Slovakien) |

|             | 11 december 2016 | Danmark                              | 20 – 22        | Norge        | Helsingborg Arena, Helsingborg                                         |                                                                        |
| 20:45 UTC+1 | 20:45 UTC+1      | Fisker, Tranborg, Østergaard 4 3× 2× | (9–14) Rapport | Mørk 5 3× 2× | Publik: 2 553 Domare: Andreu Marín, Ignacio García Seradilla (Spanien) | Publik: 2 553 Domare: Andreu Marín, Ignacio García Seradilla (Spanien) |
| 20:45 UTC+1 | 20:45 UTC+1      |                                      |                |              | Publik: 2 553 Domare: Andreu Marín, Ignacio García Seradilla (Spanien) | Publik: 2 553 Domare: Andreu Marín, Ignacio García Seradilla (Spanien) |
| 20:45 UTC+1 | 20:45 UTC+1      |                                      |                |              | Publik: 2 553 Domare: Andreu Marín, Ignacio García Seradilla (Spanien) | Publik: 2 553 Domare: Andreu Marín, Ignacio García Seradilla (Spanien) |

|             | 13 december 2016 | Tjeckien         | 28 – 30         | Rumänien       | Helsingborg Arena, Helsingborg                                     |                                                                    |
| 16:15 UTC+1 | 16:15 UTC+1      | Luzumová 7 5× 4× | (14–17) Rapport | Neagu 10 4× 3× | Publik: 773 Domare: Viktorija Kijauskaitė, Aušra Žalienė (Litauen) | Publik: 773 Domare: Viktorija Kijauskaitė, Aušra Žalienė (Litauen) |
| 16:15 UTC+1 | 16:15 UTC+1      |                  |                 |                | Publik: 773 Domare: Viktorija Kijauskaitė, Aušra Žalienė (Litauen) | Publik: 773 Domare: Viktorija Kijauskaitė, Aušra Žalienė (Litauen) |
| 16:15 UTC+1 | 16:15 UTC+1      |                  |                 |                | Publik: 773 Domare: Viktorija Kijauskaitė, Aušra Žalienė (Litauen) | Publik: 773 Domare: Viktorija Kijauskaitė, Aušra Žalienė (Litauen) |

|             | 13 december 2016 | Ungern                  | 23 – 24        | Norge     | Helsingborg Arena, Helsingborg                                   |                                                                  |
| 18:30 UTC+1 | 18:30 UTC+1      | Görbicz, Kovács 5 3× 2× | (9–11) Rapport | Mørk 6 3× | Publik: 1 402 Domare: Dalibor Jurinović, Marko Mrvica (Kroatien) | Publik: 1 402 Domare: Dalibor Jurinović, Marko Mrvica (Kroatien) |
| 18:30 UTC+1 | 18:30 UTC+1      |                         |                |           | Publik: 1 402 Domare: Dalibor Jurinović, Marko Mrvica (Kroatien) | Publik: 1 402 Domare: Dalibor Jurinović, Marko Mrvica (Kroatien) |
| 18:30 UTC+1 | 18:30 UTC+1      |                         |                |           | Publik: 1 402 Domare: Dalibor Jurinović, Marko Mrvica (Kroatien) | Publik: 1 402 Domare: Dalibor Jurinović, Marko Mrvica (Kroatien) |

|             | 13 december 2016 | Danmark           | 26 – 26         | Ryssland      | Helsingborg Arena, Helsingborg                                  |                                                                 |
| 20:45 UTC+1 | 20:45 UTC+1      | Jørgensen 7 4× 3× | (13–11) Rapport | Sudakova 6 4× | Publik: 1 672 Domare: Vanja Antić, Jelena Jakovljević (Serbien) | Publik: 1 672 Domare: Vanja Antić, Jelena Jakovljević (Serbien) |
| 20:45 UTC+1 | 20:45 UTC+1      |                   |                 |               | Publik: 1 672 Domare: Vanja Antić, Jelena Jakovljević (Serbien) | Publik: 1 672 Domare: Vanja Antić, Jelena Jakovljević (Serbien) |
| 20:45 UTC+1 | 20:45 UTC+1      |                   |                 |               | Publik: 1 672 Domare: Vanja Antić, Jelena Jakovljević (Serbien) | Publik: 1 672 Domare: Vanja Antić, Jelena Jakovljević (Serbien) |

|             | 14 december 2016 | Ungern         | 26 – 26         | Ryssland              | Helsingborg Arena, Helsingborg                                  |                                                                 |
| 16:15 UTC+1 | 16:15 UTC+1      | Kovács 6 4× 3× | (14–13) Rapport | Dmitrijeva 7 5× 2× 1× | Publik: 732 Domare: Mirza Kurtagic, Mattias Wetterwik (Sverige) | Publik: 732 Domare: Mirza Kurtagic, Mattias Wetterwik (Sverige) |
| 16:15 UTC+1 | 16:15 UTC+1      |                |                 |                       | Publik: 732 Domare: Mirza Kurtagic, Mattias Wetterwik (Sverige) | Publik: 732 Domare: Mirza Kurtagic, Mattias Wetterwik (Sverige) |
| 16:15 UTC+1 | 16:15 UTC+1      |                |                 |                       | Publik: 732 Domare: Mirza Kurtagic, Mattias Wetterwik (Sverige) | Publik: 732 Domare: Mirza Kurtagic, Mattias Wetterwik (Sverige) |

|             | 14 december 2016 | Danmark           | 21 – 17         | Rumänien      | Helsingborg Arena, Helsingborg                                         |                                                                        |
| 18:30 UTC+1 | 18:30 UTC+1      | Hansen 9 7× 3× 2× | (12–10) Rapport | Buceschi 4 3× | Publik: 1 582 Domare: Andreu Marín, Ignacio García Seradilla (Spanien) | Publik: 1 582 Domare: Andreu Marín, Ignacio García Seradilla (Spanien) |
| 18:30 UTC+1 | 18:30 UTC+1      |                   |                 |               | Publik: 1 582 Domare: Andreu Marín, Ignacio García Seradilla (Spanien) | Publik: 1 582 Domare: Andreu Marín, Ignacio García Seradilla (Spanien) |
| 18:30 UTC+1 | 18:30 UTC+1      |                   |                 |               | Publik: 1 582 Domare: Andreu Marín, Ignacio García Seradilla (Spanien) | Publik: 1 582 Domare: Andreu Marín, Ignacio García Seradilla (Spanien) |

|             | 14 december 2016 | Tjeckien        | 24 – 35         | Norge        | Helsingborg Arena, Helsingborg                                  |                                                                 |
| 20:45 UTC+1 | 20:45 UTC+1      | Hrbková 7 1× 2× | (17–18) Rapport | Mørk 6 1× 3× | Publik: 853 Domare: Joanna Brehmer, Agnieszka Skowronek (Polen) | Publik: 853 Domare: Joanna Brehmer, Agnieszka Skowronek (Polen) |
| 20:45 UTC+1 | 20:45 UTC+1      |                 |                 |              | Publik: 853 Domare: Joanna Brehmer, Agnieszka Skowronek (Polen) | Publik: 853 Domare: Joanna Brehmer, Agnieszka Skowronek (Polen) |
| 20:45 UTC+1 | 20:45 UTC+1      |                 |                 |              | Publik: 853 Domare: Joanna Brehmer, Agnieszka Skowronek (Polen) | Publik: 853 Domare: Joanna Brehmer, Agnieszka Skowronek (Polen) |

## Slutspel[9]
|  | Semifinaler   | Semifinaler |    |             | Final         | Final |  |
|  |               |             |    |             |               |       |  |
|  | 16 december   |             |    |             |               |       |  |
|  | Nederländerna | 26          |    |             |               |       |  |
|  | Danmark       | 22          |    |             |               |       |  |
|  |               |             |    |             |               |       |  |
|  |               |             |    |             | 18 december   |       |  |
|  |               |             |    |             | Nederländerna | 29    |  |
|  |               | Norge       | 30 |             |               |       |  |
|  |               |             |    |             |               |       |  |
|  |               |             |    |             |               |       |  |
|  |               |             |    |             | Bronsmatch    |       |  |
|  | 16 december   | 16 december |    | 18 december | 18 december   |       |  |
|  | Frankrike     | 16          |    | Danmark     | 22            |       |  |
|  | Norge         | 20          |    |             | Frankrike     | 25    |  |

### Match om 5:e plats
|             | 16 december 2016 | Tyskland      | 22 – 23         | Rumänien    | Scandinavium, Göteborg                                   |                                                          |
| 15:45 UTC+1 | 15:45 UTC+1      | Huber 5 2× 3× | (11–11) Rapport | Zamfir 6 2× | Publik: 2 210 Domare: Kjersti Arntsen, Guro Røen (Norge) | Publik: 2 210 Domare: Kjersti Arntsen, Guro Røen (Norge) |
| 15:45 UTC+1 | 15:45 UTC+1      |               |                 |             | Publik: 2 210 Domare: Kjersti Arntsen, Guro Røen (Norge) | Publik: 2 210 Domare: Kjersti Arntsen, Guro Røen (Norge) |
| 15:45 UTC+1 | 15:45 UTC+1      |               |                 |             | Publik: 2 210 Domare: Kjersti Arntsen, Guro Røen (Norge) | Publik: 2 210 Domare: Kjersti Arntsen, Guro Røen (Norge) |

### Semifinaler
|             | 16 december 2016 | Nederländerna | 26 – 22         | Danmark        | Scandinavium, Göteborg                                            |                                                                   |
| 18:15 UTC+1 | 18:15 UTC+1      | Polman 7 2×   | (13–13) Rapport | Jørgensen 6 3× | Publik: 9 853 Domare: Peter Brunovský, Vladimír Čanda (Slovakien) | Publik: 9 853 Domare: Peter Brunovský, Vladimír Čanda (Slovakien) |
| 18:15 UTC+1 | 18:15 UTC+1      |               |                 |                | Publik: 9 853 Domare: Peter Brunovský, Vladimír Čanda (Slovakien) | Publik: 9 853 Domare: Peter Brunovský, Vladimír Čanda (Slovakien) |
| 18:15 UTC+1 | 18:15 UTC+1      |               |                 |                | Publik: 9 853 Domare: Peter Brunovský, Vladimír Čanda (Slovakien) | Publik: 9 853 Domare: Peter Brunovský, Vladimír Čanda (Slovakien) |

|             | 16 december 2016 | Frankrike         | 16 – 20        | Norge        | Scandinavium, Göteborg                                           |                                                                  |
| 20:45 UTC+1 | 20:45 UTC+1      | Lacrabère 6 1× 2× | (9–11) Rapport | Mørk 7 4× 3× | Publik: 9 908 Domare: Dalibor Jurinović, Marko Mrvica (Kroatien) | Publik: 9 908 Domare: Dalibor Jurinović, Marko Mrvica (Kroatien) |
| 20:45 UTC+1 | 20:45 UTC+1      |                   |                |              | Publik: 9 908 Domare: Dalibor Jurinović, Marko Mrvica (Kroatien) | Publik: 9 908 Domare: Dalibor Jurinović, Marko Mrvica (Kroatien) |
| 20:45 UTC+1 | 20:45 UTC+1      |                   |                |              | Publik: 9 908 Domare: Dalibor Jurinović, Marko Mrvica (Kroatien) | Publik: 9 908 Domare: Dalibor Jurinović, Marko Mrvica (Kroatien) |

### Bronsmatch
|             | 18 december 2016 | Danmark              | 22 – 25        | Frankrike         | Scandinavium, Göteborg                                                 |                                                                        |
| 15:30 UTC+1 | 15:30 UTC+1      | Jørgensen 6 4× 2× 1× | (9–14) Rapport | Nze Minko 5 3× 2× | Publik: 8 391 Domare: Diana-Carmen Florescu, Anamaria Stoia (Rumänien) | Publik: 8 391 Domare: Diana-Carmen Florescu, Anamaria Stoia (Rumänien) |
| 15:30 UTC+1 | 15:30 UTC+1      |                      |                |                   | Publik: 8 391 Domare: Diana-Carmen Florescu, Anamaria Stoia (Rumänien) | Publik: 8 391 Domare: Diana-Carmen Florescu, Anamaria Stoia (Rumänien) |
| 15:30 UTC+1 | 15:30 UTC+1      |                      |                |                   | Publik: 8 391 Domare: Diana-Carmen Florescu, Anamaria Stoia (Rumänien) | Publik: 8 391 Domare: Diana-Carmen Florescu, Anamaria Stoia (Rumänien) |

### Final
|             | 18 december 2016 | Nederländerna   | 29 – 30         | Norge      | Scandinavium, Göteborg                                                 |                                                                        |
| 18:00 UTC+1 | 18:00 UTC+1      | Snelder 6 2× 3× | (15–15) Rapport | Mørk 12 2× | Publik: 11 037 Domare: Victoria Alpaidze, Tatjana Berezkina (Ryssland) | Publik: 11 037 Domare: Victoria Alpaidze, Tatjana Berezkina (Ryssland) |
| 18:00 UTC+1 | 18:00 UTC+1      |                 |                 |            | Publik: 11 037 Domare: Victoria Alpaidze, Tatjana Berezkina (Ryssland) | Publik: 11 037 Domare: Victoria Alpaidze, Tatjana Berezkina (Ryssland) |
| 18:00 UTC+1 | 18:00 UTC+1      |                 |                 |            | Publik: 11 037 Domare: Victoria Alpaidze, Tatjana Berezkina (Ryssland) | Publik: 11 037 Domare: Victoria Alpaidze, Tatjana Berezkina (Ryssland) |

### Fotnoter
1. ↑  ”EHF Euro 2016 awarded to Poland and Sweden”. eurohandball.com. 23 juni 2012. Arkiverad från originalet den 12 januari 2014. https://web.archive.org/web/20140112164034/http://www.eurohandball.com/article/15156. Läst 12 januari 2014.
2. ↑  Jonathan Kvarnström (18 december 2016). ”Norge tog EM-guld "hemma" i Göteborg”. SVT Sport. http://www.svt.se/sport/handboll/norge-tog-em-guld-hemma-i-goteborg/. Läst 18 december 2016.
3. ↑  ”Grupp A - Stockholm - EHF EURO 2016”. http://swe2016.ehf-euro.com. 24 november 2016. Arkiverad från originalet den 25 november 2016. https://web.archive.org/web/20161125082252/http://swe2016.ehf-euro.com/sv/spelschema-resultat/huvudturneringen/gruppspel/grupp-a-stockholm/. Läst 24 november 2016.
4. ↑  ”Grupp B - Kristianstad - EHF EURO 2016”. http://swe2016.ehf-euro.com. 24 november 2016. Arkiverad från originalet den 25 november 2016. https://web.archive.org/web/20161125082257/http://swe2016.ehf-euro.com/sv/spelschema-resultat/huvudturneringen/gruppspel/grupp-b-kristianstad/. Läst 24 november 2016.
5. ↑  ”Grupp C - Malmö - EHF EURO 2016”. http://swe2016.ehf-euro.com. 24 november 2016. Arkiverad från originalet den 25 november 2016. https://web.archive.org/web/20161125082255/http://swe2016.ehf-euro.com/sv/spelschema-resultat/huvudturneringen/gruppspel/grupp-c-malmoe/. Läst 24 november 2016.
6. ↑  ”Grupp D - Helsingborg - EHF EURO 2016”. http://swe2016.ehf-euro.com. 24 november 2016. Arkiverad från originalet den 25 november 2016. https://web.archive.org/web/20161125082250/http://swe2016.ehf-euro.com/sv/spelschema-resultat/huvudturneringen/gruppspel/grupp-d-helsingborg/. Läst 24 november 2016.
7. ↑  ”Grupp I - Göteborg - EHF EURO 2016”. http://swe2016.ehf-euro.com. 24 november 2016. Arkiverad från originalet den 25 november 2016. https://web.archive.org/web/20161125082259/http://swe2016.ehf-euro.com/sv/spelschema-resultat/huvudturneringen/mellanrunda/grupp-i-goeteborg/. Läst 24 november 2016.
8. ↑  ”Grupp II - Helsingborg - EHF EURO 2016”. http://swe2016.ehf-euro.com. 24 november 2016. Arkiverad från originalet den 25 november 2016. https://web.archive.org/web/20161125083805/http://swe2016.ehf-euro.com/sv/spelschema-resultat/huvudturneringen/mellanrunda/grupp-ii-helsingborg/. Läst 24 november 2016.
9. ↑  ”Slutspel - Göteborg - EHF EURO 2016”. http://swe2016.ehf-euro.com. 24 november 2016. Arkiverad från originalet den 25 november 2016. https://web.archive.org/web/20161125083806/http://swe2016.ehf-euro.com/sv/spelschema-resultat/huvudturneringen/slutspel-goeteborg/. Läst 24 november 2016.